# Christian Pleijel
Christian Pleijel, född 15 december 1951, är en åländsk skribent och projektledare.

## Biografi
Pleijel arbetade från början av 1980-talet i svenska Försvarsmakten där han 2001 innehade majors grad. Han har senare arbetat med utbildningsfrågor och projektledning.
År 2005 flyttade han till ön Kökar på Åland och arbetade fram till 2010 som skärgårdsutvecklare för Ålands landskapsregering. Han ledde där bland annat ett EU-stött projekt för att få kulturen på öar i Östersjön att samverka.
År 2008–2018 var han generalsekreterare för ESIN – European Small Islands Federation.
År 2011–2015 arbetade han som konsult inom infrastruktur och samhällsutveckling vid Vectura.
År 2016–2020 var Pleijel programdirektör vid KTH med fokus på utbildningsprogram samt vattenhushållning på små öar. Han publicerade där flera utredningar om vatten- och energihushållning på små öar.
År 2018–2021 var han styrelseordförande i det Nordiska skärgårdssamarbetet.
År 2023–2024 var Pleijel rådgivare vid Ilmatar Offshore i Mariehamn, där han ansvarade för beräkning av de socioekonomiska effekterna av vindkraft till havs.
I samarbete med Åbo Akademi tog Pleijel fram analysmetoden Bobarhet/Habitability, som är ett verktyg för att utveckla öar och mindre samhällen som präglas av att de är omgivna av vatten.

### Familj
Christian Pleijel är son till journalisten Bengt Pleijel (1915–2002) och bror till zoologen Fredrik Pleijel. Han är gift med Gunilla Pleijel, född Bonds, från Kökar.

## Externa länkor
- Christian Pleijel i Libris